# Матеја Матевски
Матеја Матевски (Истанбул, 13. март 1929 — Скопље, 6. јун 2018)био је македонски пјесник, књижевни и позоришни критичар, есејиста, преводилац. Дипломирао је на Филолошком факултету у Скопљу. Радио је у Македонској радио-телевизији као новинар, уредник културних и књижевних програма, затим као главни и одговорни уредник и директор Телевизије и генерални директор Радио телевизије Скопље.
Матевски је био члан МАНУ и био је њен предсједник у периоду 2001—2004. Преминуо је у 89. години живота.

## Биографија
Матеја Матевски је рођен 13. марта 1929. године у Истанбулу, Турска, у мигрантској породици. Дјетињство је провео у Гостивару, одакле су му и родитељи. У Гостивару је завршио основну школу и два разреда школе, тада познате као „Грађанска школа“. Његово школовање је прекинуто током рата, али је по завршетку рата наставио школовање у гимназији у Тетову, а касније у гимназији у Скопљу.У Београд одлази 1949. године, гдје наставља школовање на Вишој новинарско-дипломатској школи (једна од претеча Факултета политичких наука). После паузе наставио је студије у Скопљу, гдје је дипломирао на Филозофском факултету на смијеру Македонски језик и југословенска књижевност.
Након дипломирања радио је као професор у средњој школи, касније се запослио као новинар на Македонској радио-телевизији. Био је продуцент књижевног и културног програма, а касније је постао главни продуцент и директор Радио телевизије Скопље. Био је и предсједник комисије за културно остварење, уредник издавачке куће Кочо Рацин. Као гимназијалац (1951—1958) био је уредник часописа Млада књижевност, а потом вишегодишњи „Разгледи“. Био је професор Драмске историје на Факултету драмских умјетности у Скопљу.
Матеја Матевски је био члан многих књижевних друштава и разних књижевних удружења. Био је предсједник Удружења књижевника Македоније, предсједник Струшких дана поезије, Рацинских сусрета, Македонске књижевне фондације;члан Македонске академије наука и умјетности и потпредсједник МПЕН-а;члан Удружења књижевника Македоније од 1956. године;био је и шпански дописник у Сјеверној Америци. Био члан Председништва Социјалистичке Републике Македоније (од 1986)
Матевски је преминуо у ноћи 6. јуна 2018. године у 89. години, у Скопљу.

## Дјела
- Поезија Кише (1956)
- Поезија Еквиноција (1963).
- Поезија Ирисес(1976 )
- Поезија Круг (1977).
- Поезија Липа(1980)
- Поезија Рађање трагедије (1985).
- Критика и есеј Од традиције до будућности (1987)
- Позоришна критика и есеј Драма и позориште 1987.
- Поезија Даљина (1990)
- Поезија Црна кула (1992)
- Поезија Завођење (1996)
- Критика и есеј Светлост речи
- Поезија Мртав човек (1999)
- 2000 поезија Унутрашњи пејзаж

## Дјелатност Матеја Матевског
Стихове је почео да пише у средњој школи. Прву пјесму објавио је 1959. у часопису Млада литература,а 1956. објавио је прву збирку пјесама. Неке од његових збирки пјесама су преведене на друге језике (''Кише''). Осим поезије, Матевски се бавио позоришном критиком и преводном књижевношћу. Преводи углавном са албанског, словеначког, српскохрватског, француског. Превео је  књиге Прича о канализацији и маказама,Драготина Кетеа 1961; 
Наочаре тетке Бајаваје 1961. Еле Пероци; Деца Гернике од Хермана Кестен из 1962; Момина суза из 1962-1965 Прежихова Воранца; Ивана Минатија Бежање у облацима и птицама 1966 и У тамном дрвету 1970, Андре Френо.
Присутан је у антологијама: Ивана В. Лалића и Јосипа Пупачића Врата времена;Послијератни југословенски песници (Загреб 1958), Зорана Мићија; Савремена југословенска поезија (на француском, Париз, 1959); Димитра Митрева Послератни македонски песници(Скопље, 1960); Танасија Младеновића, Новак Сими и Драго Шега Југословенска лирика (на пољ. Варшава, 1960); Александра Спасова, Милана Ђурчинова и Димитра Солева Савремена македонска поезија и проза (на српскохрватском, Београд, 1961); Ивана Ивањија Млада југословенска лирика (на њемачком, Франкфурт на Мајни, 1961-62);Димитар Митрев, Фран Петре, Владимир Попови и и Шиме Вутиетик 
Новија југословенска поезија (Загреб, 1962, 1966); група аутора Светске поезије (на француском, УНЕСЦО, Париз, 1963); Александра Спасова Савремена македонска поезија (на словеначком, Љубљана, 1963); Херберта ГочалкаСавремена југословенска лирика (на њемачком, Гитхерслов, 1964); Аурела Гаврилова и Радуа Флоре у Савремена југословенска поезија (на румунском, 1964);Јанка Лаврина Антологија савремене југословенске поезије(на енглеском, Лондон, 1964);
Ђакома Скотија Антологија македонске поезије (на италијанском, Сијена, 1965); Карола Ах Јанкова Балкански писци. Збирка дела учесника првог сусрета балканских писаца (на бугарском, Софија, 1965); Кирила Злобеца, Славка Михалића и Александра Спасова Нова југословенска поезија (на италијанском, Парма,1966); Влатка Павлетија 100 дела из књижевности југословенских народа(на српскохрватском, Загреб, 1966);Ирене Венигове и Душана Карпатског
Снимци песничких предела. Мали избор југословенских песника св. XX век (на чешком, Праг, 1966); Александра Спасова Савремена македонска поезија (на српскохрватском, Београд, 1967);Милана Ђурчинова Антологија македонске поезије (на српскохрватском, Београд, 1968);Никола Милечееви Антологија светске љубавне поезије (на српскохрватском, Загреб, 1968);Илхана Берка Светска поезија. Од давнина до данас (на турском, Истанбул, 1969); Золтана Чуке Рађање речи. Савремено Македонски песници (на мађарском, Будимпешта, 1969);Неџати Зекерија у 
Десет македонских песника (на турском, Истанбул, 1971) и Костас Асимапокулос у Савременим југословенским пјесницима. Мала антологија (на грчком, Атина, 1971).

## Награде
- Награда Друштва књижевника Македоније за 1956. годину за збирку поезије Кише,
- Награда „Браћа Миладинов” на Струшким вечерима поезије 1963. године за збирку пјесама Еквиноција
- Највише национално признање 11. октобар за 1963. годину
- Награда Браћа Миладинов на Струшким вечерима поезије 1981. за збирку пјесама Липа
- Награда Удружења књижевника Македоније за 2001.годину
- Награда Кочо Рацин
- Награду Златни венац на Струшким вечерима поезије 2011. године
- Академик Матеја Матевски добио је међународну награду за поетски опус на Академији Мајкл Мадхусаден у Калкути, Индија. Награда, као и Академија, носи име индијског пјесника из 19. вијека који је писао на бенгалском и енглеском језику, а додељује се 28 година, за достигнућа у области књижевности, умјетности, науке и филантропије. Награда, диплома и златна медаља уручени су лауреату у Калкути. Академик Матевски је бивши добитник још једне индијске награде која му је додјељена поводом 40 година од смрти нобеловца Рабиндраната Тагореа.
- Академик Матеја Матевски једини је добитник највише награде за књижевност Премио медитеранска књижевност 2005. Награду сваке године додјељује Медитеранска академија са сједиштем у Напуљу – Италија, која својим активностима повезује медитеранске земље. Ово високо признање додјељује се појединцима и институцијама за посебне заслуге у политичком и друштвеном дјеловању и умјетничком и научном раду. Добитници награда у другим областима су: Премијер Турске Реџеп Тајип Ердоган и министар спољних послова Шпаније Мигел Анфел Моратинос. "Премио Медитерранеан..." постхумно је додјељен и палестинском лидеру Јасеру Арафату и шпанском писцу Мануелу Васкезу Монталбану. У Напуљу је представљено и италијанско издање романа Време коза академика Луана Старова. Свечана додјела награда и промоција романа били су дио активности посвећених медитеранској култури и умјетности, које предузимају Гутенбергова галаксија и Културни центар и сајам у Напуљу.